# Kanton Auneuil
Der Kanton Auneuil ist ein ehemaliger, bis 2015 bestehender französischer Kanton im Arrondissement Beauvais, im Département Oise und in der Region Picardie; sein Hauptort war Auneuil. Ab 2001 war Bruno Oguez (zunächst DVD, dann UMP) Vertreter im Generalrat des Departments.

## Geografie
Der Kanton Auneuil war 180,73 km² groß und hatte im Jahr 2012 15.234 Einwohner. Er lag im Mittel 154 Meter über dem Meer, zwischen 71 Meter in Rainvillers und 236 Meter in Auneuil.

## Gemeinden
Der Kanton bestand aus 20 Gemeinden:
| Gemeinde                 | Einwohner Jahr | Fläche km² | Bevölkerungsdichte | Code INSEE | Postleitzahl |
| ------------------------ | -------------- | ---------- | ------------------ | ---------- | ------------ |
| Auneuil                  | 2.803 (2013)   | –          | – Einw./km²        | 60029      | 60390        |
| Auteuil                  | 562 (2013)     | –          | – Einw./km²        | 60030      | 60390        |
| Beaumont-les-Nonains     | 353 (2013)     | –          | – Einw./km²        | 60054      | 60390        |
| Berneuil-en-Bray         | 795 (2013)     | –          | – Einw./km²        | 60063      | 60390        |
| Frocourt                 | 529 (2013)     | –          | – Einw./km²        | 60264      | 60000        |
| La Houssoye              | 603 (2013)     | –          | – Einw./km²        | 60319      | 60390        |
| Jouy-sous-Thelle         | 1.062 (2013)   | –          | – Einw./km²        | 60327      | 60240        |
| Le Mesnil-Théribus       | 814 (2013)     | –          | – Einw./km²        | 60401      | 60240        |
| Le Mont-Saint-Adrien     | 620 (2013)     | –          | – Einw./km²        | 60428      | 60650        |
| La Neuville-Garnier      | 263 (2013)     | –          | – Einw./km²        | 60455      | 60390        |
| Ons-en-Bray              | 1.365 (2013)   | –          | – Einw./km²        | 60477      | 60650        |
| Porcheux                 | 449 (2013)     | –          | – Einw./km²        | 60510      | 60390        |
| Rainvillers              | 889 (2013)     | –          | – Einw./km²        | 60523      | 60155        |
| Saint-Germain-la-Poterie | 406 (2013)     | –          | – Einw./km²        | 60576      | 60650        |
| Saint-Léger-en-Bray      | 388 (2013)     | –          | – Einw./km²        | 60583      | 60155        |
| Saint-Paul               | 1.541 (2013)   | –          | – Einw./km²        | 60591      | 60650        |
| Troussures               | 183 (2013)     | –          | – Einw./km²        | 60649      | 60390        |
| Valdampierre             | 948 (2013)     | –          | – Einw./km²        | 60652      | 60790        |
| Villers-Saint-Barthélemy | 506 (2013)     | –          | – Einw./km²        | 60681      | 60650        |
| Villotran                | 291 (2013)     | –          | – Einw./km²        | 60694      | 60390        |